# Зарудинцы (Житомирская область)
Зару́динцы (укр. Зарудинці) — село на Украине, основано в 1651 году, находится в Ружинском районе Житомирской области.
Код КОАТУУ — 1825283501. Население по переписи 2001 года составляет 926 человек. Почтовый индекс — 13646. Телефонный код — 4138. Занимает площадь 1,834 км².

## Адрес местного совета
13646, Житомирская область, Ружинский р-н, с.Зарудинцы, ул.Кооперативная, 50